# Степанов, Яков Михайлович
Я́ков Михайлович Степа́нов (17 марта 1957, Выборг — 16 июня 1991, Ленинград) — советский актёр.

## Биография
Родился 17 марта 1957 года в Выборге.
Окончил выборгскую школу № 14.
Первую роль сыграл в фильме «Учитель пения» (1972). Картина снималась в его школе и Яков вместе с некоторыми школьниками был отобран для съёмок.
В 1979 году окончил ЛГИТМиК, курс З. Я. Корогодского. Известен по работам в фильмах «Жизнь Клима Самгина» (Иван Дронов), «Зеркало для героя» (Сашка-танкист), «Праздник Нептуна» (Мишка). Работал в Ленинградском ТЮЗе.
Погиб 16 июня 1991 года в Ленинграде, выпав из окна 11-го этажа.

## Фильмография
- 1972 — Учитель пения — Шура
- 1984 — Отряд — Кузьмин
- 1985 — Подсудимый — парень из компании Вешнева
- 1986 —1988 — Жизнь Клима Самгина — Иван Дронов
- 1986 — Сошедшие с небес — эпизод
- 1986 — Праздник Нептуна — Мишка
- 1986 — Дети капитана Врунгеля Христофора Бонифатьевича (фильм-спектакль; нет в титрах)
- 1987 — Зеркало для героя — Сашка-танкист, брат Розы (озвучил Авангард Леонтьев)
- 1987 — Железный дождь
- 1988 — Фонтан — ханыга
- 1988 — Без мундира — сцепщик
- 1989 — Бумажные глаза Пришвина — осветитель, Нечаев, Сталин
- 1989 — Кончина — Жмых (1, 2, 3-я серии)
- 1989 — Торможение в небесах — авиадиспетчер
- 1990 — Анекдоты — Павлик Балабанов — одноклассник Василия Ивановича Кутузова, доносчик
- 1991 — Опыт бреда любовного очарования — пациент